# Alexandre Charles Joseph Ghislain d'Aubremé
Alexandre Charles Joseph Ghislain Graaf d'Aubremé  (elders ook Alexander Carel Joseph Gislain) (Brussel, gedoopt 17 juni 1773 - Aken (Duitsland), 13 februari 1835) was een Zuid-Nederlands officier ten tijde van de napoleontische oorlogen en minister van Oorlog onder koning Willem I.

## Biografie
Tijdens de Brabantse Revolutie in 1790 sloot de jonge d'Aubrémé zich aan bij een eenheid opstandelingen, die naar Frankrijk vluchtte na de Eerste Oostenrijkse Restauratie. Hij trad in 1792 als luitenant toe tot het 2de regiment Belgische infanterie in Franse revolutionaire dienst, dat deel uitmaakte van het Armée du Nord onder de bevelen van achtereenvolgens generaals Dumouriez, Custine, Houchard en Pichegru. In juni 1795 stapte hij over naar het leger van de nieuwe Bataafse Republiek waar hij eind dat jaar kapitein werd. Onder Daendels vocht hij in 1796 in Duitsland, en onder Brune in 1799 tegen de geallieerden in Noord-Holland.
In 1807 werd hij kapitein bij de grenadiers van de garde van koning Lodewijk, om vervolgens als majoor over te stappen naar het 4de Hollandse linieregiment. Na de Franse annexatie in 1810 werd hij met dezelfde graad geïntegreerd in het 125ste Franse linieregiment. In 1813 werd hij kolonel en bevelhebber bij het 136ste Franse linieregiment, dat hij aanvoerde in de veldslagen bij Lützen, waar hij twee wonden opliep, en Bautzen (mei 1813), en vervolgens in de veldslagen bij Brienne, Montmirail en Lisy (februari 1814). Bij deze laatste werd hij andermaal gewond; van het regiment bleven slechts 5 officieren en 19 manschappen over.
D'Aubremé verkreeg eervol ontslag uit Franse dienst, en trad in oktober 1814 zonder problemen in dienst van Willem I, die op dat ogenblik gouverneur-generaal van de Belgische gewesten was, en hem het commando over de vesting Bergen verleende. In april 1815 werd hij bevorderd tot generaal-majoor, en kreeg hij het bevel over de tweede brigade in de divisie-Chassé tijdens de Slag bij Waterloo. Aansluitend bleef hij het bevel voeren over een brigade, tot hij in 1818 adjudant-generaal werd, een functie waarin hij ermee werd belast de personeelsstructuur van het leger te saneren. Toen Marinus Piepers ontslagen werd als staatssecretaris voor Oorlog, kreeg hij er ook diens taken bij. Van 1 maart 1819 tot 1 juli 1826 droeg hij de titel commissaris-generaal van Oorlog. Minister d'Aubremé werd tot de conservatieven gerekend.
Hij werd bij koninklijk besluit nummer 76 van 24 mei 1821 benoemd tot commandeur in de Militaire Willems-Orde. De koning had op eigen initiatief de naam van D'Aubremé, die zichzelf niet had voorgedragen, toegevoegd aan een lijst van te benoemen ridders.
Bij zijn zijn ontslag als minister in 1826 kreeg d'Aubremé de erfelijke adellijke titel graaf, en in november van hetzelfde jaar werd hij nog bevorderd tot luitenant-generaal buiten dienst.
Toen de augustusrellen in 1830 uitbraken, was hij als burger aanwezig in Brussel. Zijn prestige was nog zodanig groot dat er met hem werd overeengekomen dat er gemengde patrouilles werden ingericht van militairen en de nieuwe burgerwacht. Hoewel Brusselaar van geboorte, bleef hij trouw aan de koning, en volgde het leger naar Antwerpen en trok van daar naar Den Haag. Hij vestigde zich ten slotte in ballingschap te Aken, waar hij overleed aan een inwendige bloeding.

## Militaire loopbaan
- Tweede luitenant: 1792 tot 1795[2][3]
- Kapitein: 5 december 1795 tot 27 november 1808[2]
- Majoor: 27 november 1808 tot 1810[2]
- Kolonel: 1810 tot mei 1815[2]
- Generaal-majoor: mei 1815 tot 1826[2][3]
- Luitenant-generaal b.d.: 1826[2]-oktober 1828[3]

## Onderscheidingen
- Ridder in de Orde van de Unie op 25 november 1807[2]
- Ridder in de Orde van de Reünie op 7 maart 1812[2]
- Ridder in het Legioen van Eer in mei 1813[2]
- Ridder 4e klasse in de Militaire Willems-Orde op 8 juli 1815[4]
- Commandeur in de Militaire Willems-Orde op 24 mei 1821[2][3][5]
- Commandeur in de Orde van de Nederlandse Leeuw[2]

- Biografisch Portaal: 37690668
- Digitale Bibliotheek voor de Nederlandse Letteren: aubr002
- International Standard Name Identifier: 0000 0003 9457 4760
- Nederlandse Thesaurus van Auteursnamen: 273408143
- Parlement.com: vg09llt0per2
- Union List of Artist Names: 500354709
- Virtual International Authority File: 289101179
- WorldCat: E39PBJgxk3ctxvxm4mhGRHwt8C